# Sophista
Sophista là một chi bướm ngày thuộc họ Bướm nâu.